# Generalinspekteur der Marine
Das Amt des Generalinspekteurs der Marine wurde – ebenso wie die Kommandobehörde der Kaiserlichen Admiralität – 1871 gegründet und bestand bis 1919. 
Erster Generalinspekteur wurde Admiral Prinz Adalbert von Preußen. Er hatte in Vertretung des Kaisers, doch nur nach dessen direkten Befehlen, Kontrollinspektionen im ganzen Marinebereich durchzuführen, um „zu prüfen, ob und inwieweit die für die Flotte und die verschiedenen Marinetheile und Etablissements erlassenen organischen und reglementarischen Vorschriften zur gedeihlichen Ausführung gelangt sind.“ Bereits in der preußischen Marine und in der Marine des Norddeutschen Bundes hatte Prinz Adalbert diese Dienststellung inne, die er nun auch in der Kaiserlichen Marine bis zu seinem Tod am 6. Juni 1873 bekleidete. Danach wurde die Stellung zunächst nicht wieder besetzt. 
Erst 1899, als Wilhelm  II. den Oberbefehl über die Marine übernahm, wurde der neuen Kommandobehörde des Admiralstabs wieder ein Generalinspekteur an die Seite gestellt. Admiral Hans von Koester führte das Amt vom 14. März 1899 bis zu seiner Verabschiedung am 29. Dezember 1906. Wiederum blieb die Stellung mehrere Jahre unbesetzt. 
Am 1. Oktober 1909 übernahm Großadmiral Prinz Heinrich von Preußen das Amt, bis es am 10. August 1918 endgültig aufgehoben wurde. 
In Reichs- und Kriegsmarine wurde die Stellung nicht mehr neu geschaffen, wenn man davon absieht, dass Großadmiral Erich Raeder nach seinem Rücktritt am 30. Januar 1943 zum Admiralinspekteur der Kriegsmarine, eine eigens für ihn geschaffene Dienststellung, ernannt wurde. Es handelte sich dabei um ein rein dekoratives Amt ohne Befehlsgewalt. 
Dagegen ist der Inspekteur der Marine bei der Bundeswehr der oberste truppendienstliche Vorgesetzte und Oberbefehlshaber der Teilstreitkraft Marine.